# Träges Wissen
Träges Wissen ist ein Begriff aus der Kognitions- und der Lernpsychologie. Er bezeichnet theoretisch vorhandenes Wissen, das in der Praxis jedoch nicht angewendet werden kann. Träges Wissen ist zwar abstrakt verstanden worden, kann jedoch nicht auf neue Situationen übertragen und nicht konstruktiv (z. B. zu einer Problemlösung) eingesetzt werden. Es besteht eine Kluft zwischen Wissen und Handeln. Ein bekanntes Beispiel ist die mangelnde Fähigkeit, Vokabular einer Fremdsprache, das für die Abfrage im Unterricht erlernt wurde, in einer konkreten Kommunikationssituation abzurufen.
Erstmals beschrieben wurde träges Wissen (engl. inert knowledge) 1929 durch Alfred North Whitehead:

„[T]heoretical ideas should always find important applications within the pupil’s curriculum. This is not an easy doctrine to apply, but a very hard one. It contains within itself the problem of keeping knowledge alive, of preventing it from becoming inert, which is the central problem of all education.“

## Erklärungsvarianten
Zu diesem Phänomen bietet Renkl drei Erklärungsvarianten
- Metaprozesserklärung: Das Wissen ist zwar verfügbar, wird jedoch nicht angewendet, weil die Metakognition (Wissen über das eigene Wissen und über die eigenen Denkprozesse) nicht ausreichend funktioniert.
- Strukturdefiziterklärung: Das vorhandene Wissen ist nicht strukturiert genug und daher nicht abrufbar genug, um angewendet werden zu können (siehe auch Wissensrepräsentation).
- Situiertheitserklärung: Wissen sei grundsätzlich "situiert" (kontextgebunden), was schon deshalb die Übertragung auf neue Situationen schwierig mache.

Viele Indizien legen eine vierte Erklärung nahe: Aus Gründen der Zeitersparnis und der Messgenauigkeit wird oft Wissen, nicht Kompetenz geprüft. Dies begünstigt das "Pauken" von Wissen, das man zudem gerne nach der Prüfung wieder vergisst, quasi um Platz für das nächste Prüfungswissen zu schaffen. Dafür wurde der etwas unschöne, aber bildstarke Begriff des Bulimie-Lernens geprägt.

## Ursachen für träges Wissen
Als eine Hauptursache für Träges Wissen, dessen Auftreten als bekanntes Unterrichtsproblem gilt, wird die sogenannte Nürnberger-Trichter-Methode ausgemacht, deren zentrale Annahmen u. a. sind:
Lernstoff ist grundsätzlich vermittelbar.
Der Lehrende weiß, was die Schüler wissen müssen.
Wissen lässt sich mit Hilfe von Sprache vermitteln.
Die Lernenden haben die Aufgabe, sich das Wissen durch Abspeicherung im Gedächtnis anzueignen.
Dabei wird der Lernprozess umso erfolgreicher, je mehr Lernstoff vermittelt wird.

## Vermeidung trägen Wissens
Auf Grund neuerer Erkenntnisse u. a. der kognitiven Neurowissenschaft sowie der Kognitionspsychologie nimmt man inzwischen an, dass erfolgreiches Lernen anders erfolgen sollte, wenn das Verstehen von Wissen das Ziel ist, und nicht nur das Wissen einer Information allein: „Verstehen heißt, sich eine Interpretation aufzubauen, die in Situationen funktioniert.“ Dies stellte die Grundannahme der Nürnberger-Trichter-Methode, Wissen ließe sich durch Sprache direkt vom Lehrer zum Schüler vermitteln, in Frage. Das neue Paradigma lautet, dass Wissen nicht vermittelbar sei. Stattdessen ist es die Aufgabe des Lehrers, dem Schüler dabei zu helfen, selbst Wissen zu konstruieren und zugleich die rezeptive Haltung zu überwinden, die ebenfalls als ursächlich für das Entstehen trägen Wissens angesehen wird. Dies gelingt durch die Gestaltung situierter Lernumgebungen z. B. in Form von Simulationen und Planspielen. Dadurch werden die zu vermittelnden Inhalte mit bestimmten alltäglichen Situationen verknüpft, um so ein anwendungsnahes Wissen zu vermitteln, das sich dann von der Theorie in die Praxis umsetzen lässt:

„Wissen, welches durch learning by doing auf diese Weise vermittelt wird, bleibt somit kein träges Wissen, sondern kann aktiv umgesetzt und an wechselnde Anforderungen angepasst werden.“

Aktuelle Forschung zu trägem Wissen wird v. a. von Heinz Mandl an der Ludwig-Maximilians-Universität München durchgeführt.

### Pädagogischer Doppeldecker
Auf Karlheinz Geißler geht das Prinzip des „Pädagogischen Doppeldeckers“ zur Vermeidung trägen Wissens zurück. Das Prinzip eignet sich für die Ausbildung und Weiterbildung von pädagogischen Handelnden (z. B. in der Lehrerausbildung). Dort sind Lehren und Lernen Thema von Ausbildungssituationen und gleichzeitig wird in diesen Situationen selbst gelehrt und gelernt. Dadurch ergibt sich für die Lernenden die Chance, den Inhalt (z. B. eine bestimmte Unterrichtsmethode) in der Ausbildungssituation selbst praktisch zu erfahren, anstatt ihn lediglich theoretisch zu thematisieren. Für den Einsatz des pädagogischen Doppeldeckers fordert Diethelm Wahl:

„Für die Weiterbildung von Hochschullehrern, vor allem aber für die gesamte Lehrerbildung ist das Schaffen ‚pädagogischer Doppeldecker-Situationen‘ generell zu fordern. Wird diese Chance versäumt, dann entsteht ‚träges Wissen‘ und die erforderlichen individuellen Veränderungsprozesse kommen nicht in Gang.“